# Rijselpoort

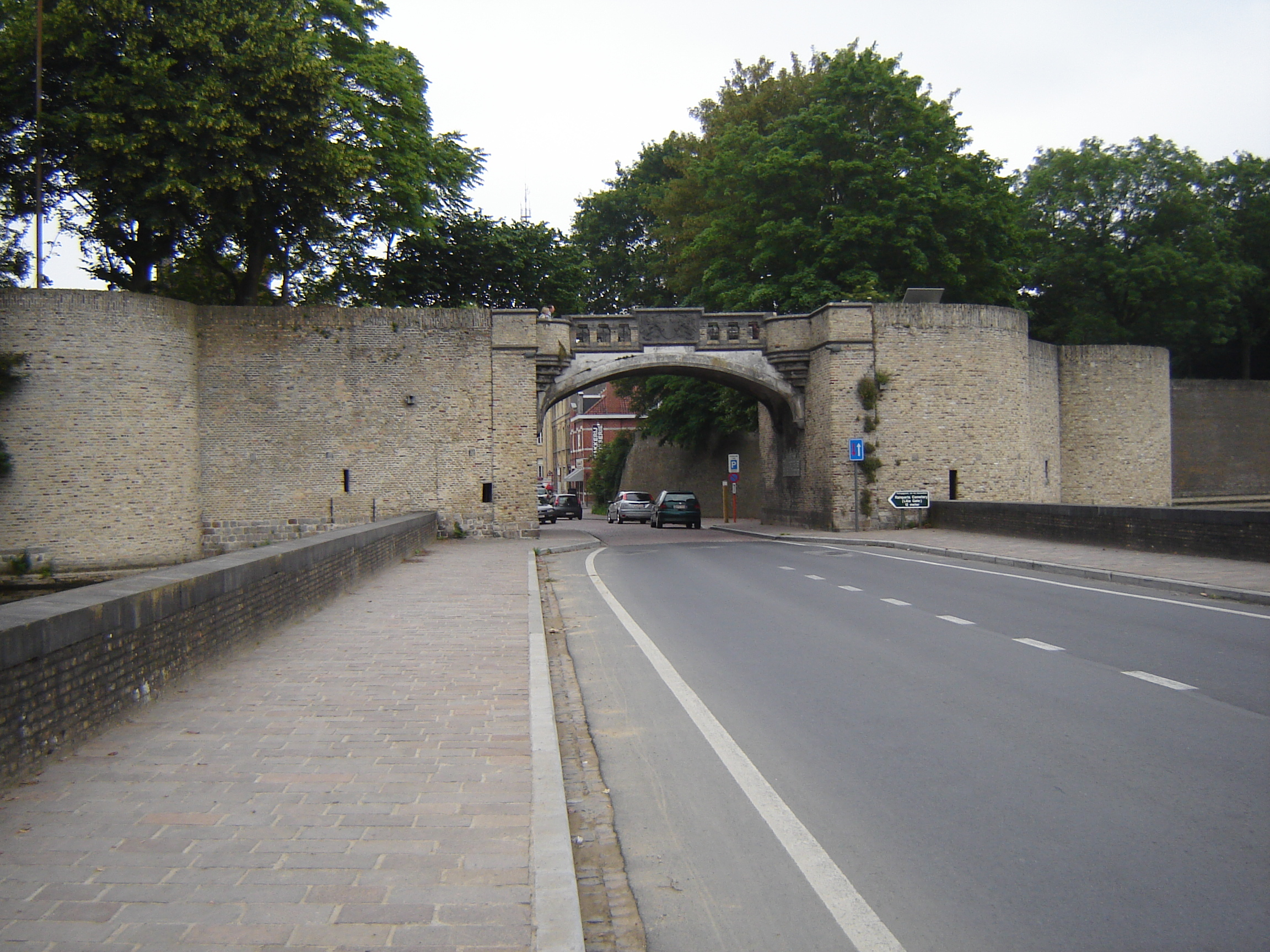
Rijselpoort in Ieper

De Rijselpoort is een stadspoort in de Belgische stad Ieper. De poort ligt in het zuiden van de stadskern, op de weg naar Rijsel. De Rijselpoort is de oudste en enige nog bewaarde stadspoort uit de veertiende eeuw die twee bewaarde delen verbindt van de Ieperse vestingen.
De Rijselpoort, die vroeger de Mesenpoort werd genoemd, stamt uit de Bourgondische periode (14de eeuw) en is afgewerkt met Bourgondische torens. De poort is meerdere malen verbouwd geweest. In de 17de eeuw liet Vauban de toren verlagen en de hoofdwal verbreden. Na vernielingen in de Eerste Wereldoorlog werd de poort weer heropgebouwd.
De Rijselpoort scheidt de Majoorgracht van de Kasteelgracht, en is dus een combinatie van een water- en landpoort. Aan de linkerkant van de Rijselpoort bevindt zich de ingang van de overwelfde zaal. Rechts van de poort vinden we de sluiskamer met de sluisdeuren van de beken en vestigingswateren.
Via deze poort komt de Ieperlee de stad binnen. De Ieperlee heeft een bedding van ongeveer 2,5 meter diep, en is niet de voedingsbeek voor de vestigingsgrachten.